# José Antonio Primo de Rivera
José Antonio Primo de Rivera i Sáenz de Heredia (Madrid, 24 d'abril de 1903 - Alacant, 20 de novembre de 1936) fou un polític falangista espanyol, fundador i ideòleg del partit Falange Española. La seva germana, Pilar Primo de Rivera, va ser nomenada per ell mateix cap de la Secció Femenina del partit. Era el fill primogènit de Miguel Primo de Rivera, dictador d'Espanya durant el regnat d'Alfons XIII.
Va ser empresonat a la ciutat d'Alacant als mesos previs a la Guerra Civil espanyola. El colp d'Estat el va viure des de la presó, tot i que va ser un dels seus principals impulsors. Fou processat per conspiració i rebel·lió militar contra el govern republicà, condemnat a pena de mort i executat per fusilament en la primera etapa de la guerra.
Al llarg de la dictadura franquista, la seua imatge va ser idealitzada. El règim el va convertir en una icona i màrtir de la guerra i va passar a ser una figura central en tot l'entramat propagandístic del Movimiento Nacional. El seu nom va encapçalar la llista de morts del bàndol sublevat i el crit "José Antonio ¡Presente!" va passar a ser un dels principals lemes del franquisme.
Del seu pare va heretar el títol nobiliari de III marquès d'Estella i grandesa d'Espanya, el qual va ostentar en vida. A més, l'any 1948 el general Franco el va anomenar pòstumament I Duc de Primo de Rivera.

## Primers anys
José Antonio Primo de Rivera va néixer a Madrid el 24 d'abril del 1903. Era el fill gran del general Miguel Primo de Rivera, cap del govern i dictador sota la monarquia d'Alfons XIII. La seva mare va morir quan tenia cinc anys, i posteriorment va ser criat per la germana del pare.
Rebé educació a casa, privadament, i hi va aprendre anglès i francès. A la universitat, no va assistir a les classes fins al segon any. Va passar les seves vacances d'estiu a la finca d'un oncle, on va aprendre a muntar a cavall i a caçar.

## Estudis
Estudià la carrera de Dret, encara que la va començar al segon curs. Després de llicenciat i acabat el servei militar, va fer estudis d'ampliació de Dret.
Amb el decret d'autonomia universitària de 1919, que permetia les associacions d'estudiants, va formar part de la direcció de la nova Associació d'Estudiants de Dret, dirigida pel seu amic, el també feixista Ramón Serrano Suñer, antagònica de l'Associació d'Estudiants Catòlics, dirigida per José María Gil-Robles.

## Servei militar
Acabà la llicenciatura el 1922, mentre el seu pare exercia de dictador. Posteriorment, feu el servei militar en els Dragones de Santiago. El juny de 1925 va ingressar a l'Orde de Sant Jaume. Per ser universitari, va poder escollir la modalitat de "voluntari d'un any", i acabà el servei amb el grau d'alferes de complement. José Antonio Primo de Rivera visqué molt de prop el cop d'Estat que va col·locar el seu pare al capdavant del govern. Acabat el servei militar, encara passarà uns quants mesos ampliant els seus estudis de dret.

## Carrera política
José Antonio Primo de Rivera va dur a terme una carrera política molt diferent a la del seu pare. El fill sempre va tenir un interès per l'ambient intel·lectual de l'Espanya de l'època que el dictador no va tenir. L'any 1930 va ingressar a la Unió Monàrquica, per a defensar la figura del seu pare. El 1931 es presentà a les eleccions generals però no va obtenir l'escó. Així i tot, la seua condició social va aportar-li profitosos contactes que van dur-lo a monopolitzar el Movimiento Español Sindicalista, partit polític predecessor del feixisme espanyol.
El 29 d'octubre de 1933 fundà Falange Española juntament amb Alfonso García Valdecasas i Julio Ruiz de Alda, després de la celebració d’un míting al Teatro de la Comedia de Madrid. Tots tres formarien el primer triumvirat que dirigiria el partit, tot i que Valdecasas el va abandonar poc temps després. Arran d’un acord amb diversos sectors de la dreta es presentà en una coalició a les eleccions generals de 1933, en les quals aconseguí l'acta de diputat al Congrés dels Diputats espanyol per la circumscripció de Cadis.
La seua ideologia, inequívocament feixista, va estar fortament influenciada pel feixisme italià. L'historiador mallorquí Joan Maria Thomàs destaca que Primo de Rivera va viatjar a Roma al 1933 per entrevistar-se amb Mussolini. D'igual manera, el líder falangista va entaular relacions amb els seus homòlegs alemanys. Sheelagh Ellwood destaca l'interès que Primo de Rivera tenia respecte el nazisme, especialment per l'organització de les SA i les SS. En aquesta línia Primo de Rivera fou convidat al primer aniversari de la fundació de l'Alemanya Nazi al gener de 1934, on tenia previst reunir-se amb Adolf Hitler.

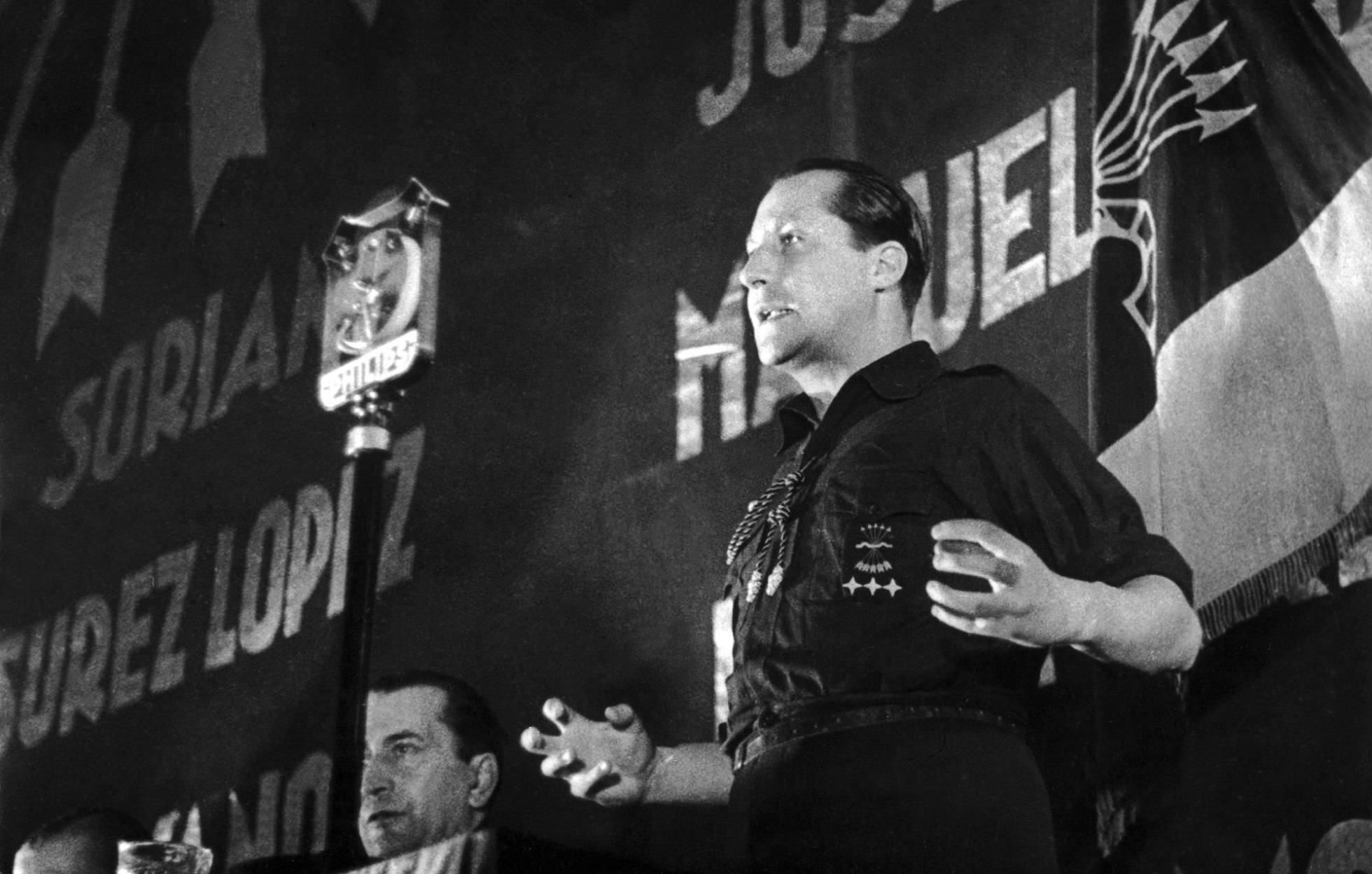
Primo de Rivera durant la celebració d'un míting de Falange Española de las JONS.

El febrer de 1934, Primo de Rivera va impulsar la creació d’un nou front únic feixista a Espanya. D’aquesta manera va entaular conversacions amb el líder de JONS, Ramiro Ledesma, per unificar tots dos partits, donant-se així la formació de Falange Española de las JONS, que s'organitzaria a partir d'un triumvirat format per aquests dos i Ruiz de Alda. Aquesta unió fou molt complicada des d'un primer moment, especialment per les disputes internes entre Primo de Rivera i Ledesma. Al si del partit es van donar nombrosos enfrontaments pel rumb que hi havia de prendre, especialment respecte la influència exterior. Certs sectors del partit pressionaven per mantenir la independència del falangisme i desenvolupar un moviment particularment espanyol que el permetera singularitzar-se en l'opinió pública nacional, llevant-se així l'etiqueta del falangisme com una còpia del feixisme italià i, per tant, un moviment "estrangeritzant".
Al Congrés, es distingí per una marcada violència verbal. Partidari de l'ús de la violència per a imposar el seu projecte polític, paral·lelament fou acusat de possessió il·legal d'armes i el Congrés n'autoritzà el processament quan perdés la immunitat parlamentària.
Les eleccions de febrer de 1936 van donar pas a una nova etapa en la història de Falange. Primo de Rivera no va obtenir l'acta de diputat, perdent així la seua immunitat parlamentària. El nou govern d'esquerres sorgit després de la victòria del Front Popular va deixar en una situació molt delicada al moviment falangista, que fou forçat a encaminar-se a la clandestinitat. Des del govern central es va decretar la clausura de tots els locals de Falange arreu d'Espanya i, posteriorment, la suspensió del partit i el processament dels seus dirigents. Primo de Rivera seria finalment detingut al març de 1936 pel delicte d'injúries a l'autoritat. Una vegada empresonat, Primo de Rivera va tractar de recuperar la seua condició de diputat després de presentar-se per la circumscripció de Conca un cop es repetiren les eleccions en aquesta província. Així i tot, el líder feixista ja mai més abandonaria la presó, des d'on organitzaria gran part dels afers falangistes encaminats a col·laborar en un futur colp d'Estat. Les autoritats, coneixedores d'aquesta situació, van decidir dispersar els líders falangistes empresonats, els quals es trobaven majoritàriament en la Presó Model de Madrid. Així doncs, Primo de Rivera fou enviat, juntament amb el seu germà Miguel, a la ciutat d'Alacant. A partir d'aquest moment, el sud del País Valencià es va convertir en una mena d'epicentre del feixisme espanyol en el mes previ a la Guerra Civil. Diverses personalitats feixistes van visitar Primo de Rivera durant el seu empresonament a Alacant, des d'on es van prendre una gran part de les decisions respecte els mètodes d'actuació de Falange en vistes de la preparació del colp d'Estat del 18 de juliol de 1936.

## Mort i successió
Un cop iniciada la Guerra Civil Espanyola fou condemnat a mort per un tribunal de la República i afusellat el 20 de novembre del 1936. La premsa republicana i també la premsa estrangera van informar de l'execució de José Antonio Primo de Rivera, com havien informat del judici i la sentència. La notícia va arribar també a la Falange. Segons el cap nacional de Premsa i Propaganda de la Falange, Vicente Cadenas, el mateix 20 de novembre van tenir la certesa de la seva mort a través dels serveis alemanys amb seu a Leganés. En recordar aquell dia va dir: «Además de llorar […] tuvimos la sensación que la Falange había concluido.»
L'endemà de la seva execució s'havia de celebrar a Salamanca el III Consell Nacional de Falange Española. Tot i que els consejeros de la Falange estaven assabentats de la mort de Primo de Rivera, el cap de la Junta de Mando provisional, Manuel Hedilla, va prohibir que la notícia es difongués. L'historiador Herbert R. Southworth, especialitzat en la Guerra Civil espanyola i la dictadura franquista va considerar que aquest silenci va afavorir que després Franco arribés a controlar la Falange, perquè al seu front només hi havia el que ell anomenava «el Ausente». Es diu que, prèviament, José Antonio hauria estat ofert al general Franco en un intercanvi de presoners, que el futur dictador no va acceptar.
El relleu de José Antonio Primo de Rivera per Franco va fer-se efectiu el 1937, quan aquest va signar el Decret d'Unificació, mitjançant el qual es creava un partit únic: Falange Española Tradicionalista i de las JONS i ell mateix en prenia el comandament directe. Aleshores encara no s'havia confirmat oficialment la mort de Primo de Rivera. El primer a parlar-ne públicament, el 18 de juliol de 1938, va ser Raimundo Fernández-Cuesta quan va dir: «…nuestro José Antonio forma en los luceros con su vieja guàrdia. José Antonio se nos fue para siempre. Pero su recuerdo vivirá para siempre en nuestros corazones…» I el consell de ministres de l'1 d'octubre d'aquell any per fi ho anuncia oficialment.

## Sepultura
José Antonio Primo de Rivera fou soterrat al mausoleu franquista del Valle de los Caídos, on va ser traslladat un cop acabat de construir. Abans, les seves restes van romandre al monestir d'El Escorial, on van arribar el 30 de novembre de 1939. Deu dies abans, en una reunió de la Junta Política, fundada per Serrano Suñer, Franco va proposar que les restes del fundador de la Falange hi fossin traslladades solemnement des d'Alacant, d'on van sortir el 20 de novembre. El trasllat va ser com un pelegrinatge en què van participar milers de falangistes que van conduir sobre les seves espatlles les restes de Primo de Rivera.
El 20 de novembre de 1975 -coincidint amb el 39è aniversari de la mort de Primo de Rivera- el general Franco va morir a l'Hospital La Paz de Madrid. Tres dies després, el dictador fou traslladat al Valle de los Caídos, on seria sepultat amb un funeral d'Estat acuradament dissenyat i militaritzat. Franco i José Antonio Primo de Rivera compartiren lloc de sepultura durant 44 anys, fins que els restos del dictador van ser exhumats i portats al cementeri de El Pardo-Mingorrubio. L'actuació va tenir lloc el 24 d'octubre de 2019, després que s'aplicara la Llei de Memòria Històrica durant el govern de Pedro Sánchez. Aquesta mateixa llei seria aplicada a l'abril del 2023 per exhumar el fundador de Falange, el qual va ser soterrat de nou al mausoleu familiar ubicat al cementiri de San Isidro, junt als seus germans Miguel i Pilar.